# 浅野正
浅野 正（あさの ただし、1968年6月25日-）は、日本の法務官僚、臨床心理士、心理学者（臨床心理学・犯罪心理学）。学位はMaster of Arts（南イリノイ大学・2005年）。元文教大学人間科学部准教授、公益社団法人埼玉犯罪被害者援助センター理事。甲府少年鑑別所鑑別部門統括専門官、東京拘置所分類部統括矯正処遇官、千葉刑務所分類審議室統括矯正処遇官などを歴任した。2020年に妻を殺害し、犯罪心理学の専門家が起こした事件として話題となった。

## 概要
日本の臨床心理学者、および、犯罪心理学者である。一橋大学、横浜国立大学大学院で学んだのち、法務技官となり、東京少年鑑別所や千葉少年鑑別所の鑑別部門専門官を経て、川越少年刑務所分類審議室調査専門官、甲府少年鑑別所鑑別部門統括専門官、東京拘置所分類部統括矯正処遇官、千葉刑務所分類審議室統括矯正処遇官などを歴任した。南イリノイ大学大学院にてMaster of Artsを取得し、法務省退官後は文教大学にて人間科学部准教授に就任し、後進を育成した。

## 来歴

### 生い立ち
岐阜県にて郵便局員の二男として生まれた。一橋大学への進学を機に上京し、社会学部にて学んだ。大学生の頃は多数の書籍を読んでいたが、その際に医学者のアンリ・エランベルジェが著した『無意識の発見――力動精神医学発達史』に感銘を受け、心理学に興味関心を持った。一橋大学を卒業すると、横浜国立大学の大学院に進学し教育学研究科にて学んだ。大学院生の頃は、複数の臨床現場に携わるなど関心のある領域を広げていった。横浜国立大学の大学院における修士課程を修了した。それに伴い、修士の学位を取得した。

### 官界にて

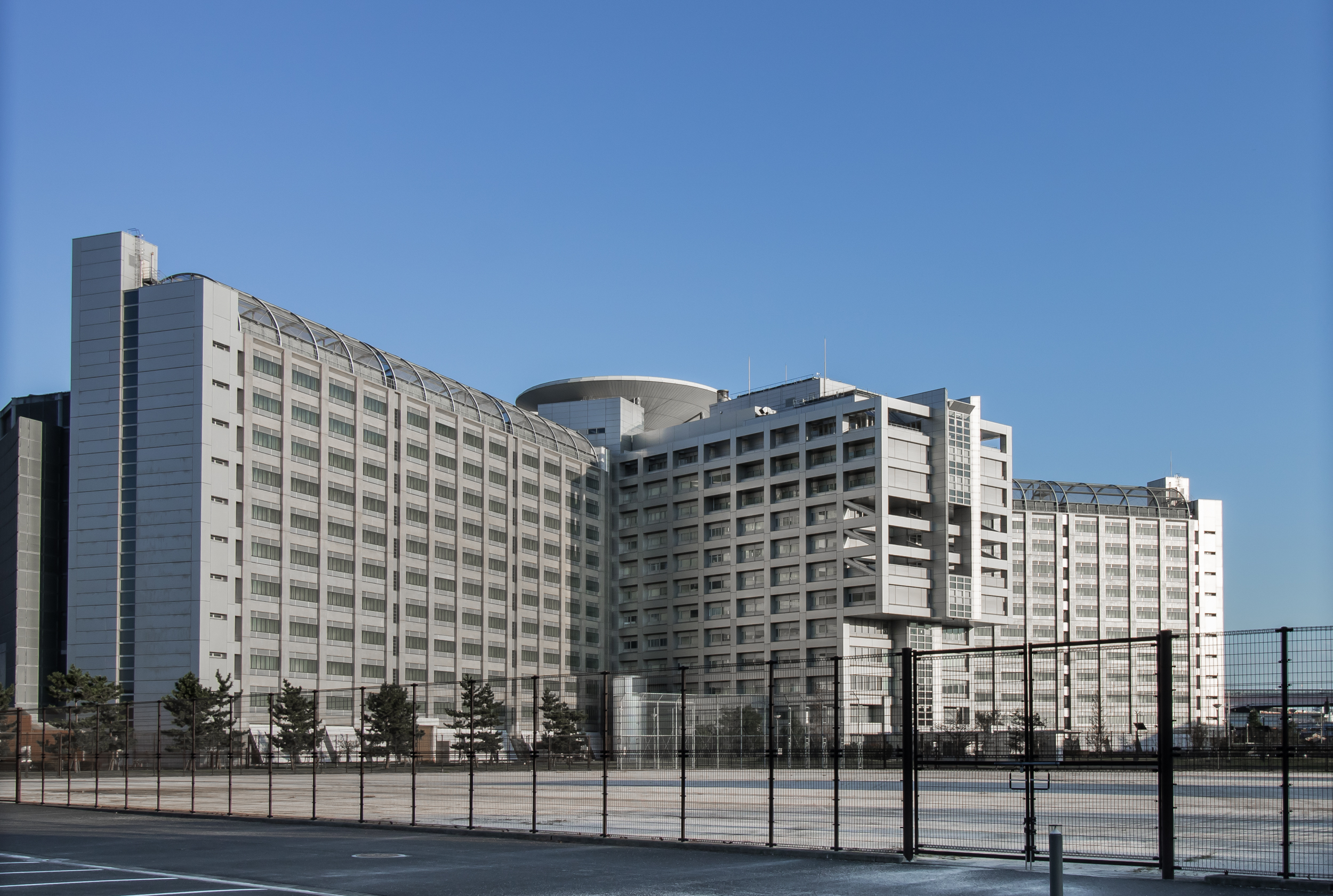
かつて勤務していた東京拘置所

法務省に技官として採用され、法務省の施設等機関である少年鑑別所に勤務した。1995年（平成7年）4月には東京少年鑑別所の鑑別部門にて専門官となり、1996年（平成8年）3月まで務めた。1996年（平成8年）4月に千葉少年鑑別所に異動し、鑑別部門の専門官を1997年（平成9年）3月まで務めた。1997年（平成9年）4月に再び東京少年鑑別所に戻り、鑑別部門の専門官を1999年（平成11年）3月まで務めた。法務省の施設等機関である少年刑務所に勤務することもあり、1999年（平成11年）4月には川越少年刑務所に異動し、分類審議室の調査専門官を2001年（平成13年）3月まで務めた。2001年（平成13年）4月から2002年（平成14年）3月にかけては、再び千葉少年鑑別所にて鑑別部門の専門官を務めた。
2002年（平成14年）4月に甲府少年鑑別所にて鑑別部門の統括専門官に昇任し、2003年（平成15年）3月まで務めた。法務省の施設等機関である拘置所に勤務することもあり、2003年（平成15年）4月から同年7月にかけて東京拘置所の分類部にて統括矯正処遇官を務めた。
2003年（平成15年）8月、アメリカ合衆国に渡り、南イリノイ大学の大学院に進学した。大学院生の頃は刑事司法について学んでおり、特に犯罪の被害者に対する支援について研究していた。アメリカ合衆国においては、他者と差異があることについて不自然さを感じないという国民性に共感を覚えたという。また、自身も異文化に適応しようと努力した結果、自らの成長を実感したという。2005年（平成17年）5月、南イリノイ大学の大学院における修士課程を修了した。それに伴い、Master of Artsの学位を授与された。なお、同年1月より法務省に復職しており、法務省の施設等機関である刑務所の一つである千葉刑務所に配属され、分類審議室の統括矯正処遇官に就任した。2007年（平成19年）3月まで統括矯正処遇官を務めており、法務省を退官した。

### 学界にて
文教大学学園が設置・運営する文教大学に採用され、人間科学部の准教授を務めた。人間科学部においては、主として臨床心理学科の講義を担当した。また、犯罪の被害者に対する支援など社会的活動にも取り組んでおり、公益社団法人である埼玉犯罪被害者援助センターにおいては理事を務めていた。

### 殺人事件
2020年（令和2年）3月16日、さいたま市浦和区のさいたま地方裁判所前で、さいたま少年鑑別所職員（刑務官）の妻を刺し、死亡させたとして現行犯逮捕、送検された。その後、文教大学は同年4月30日付で懲戒解雇処分にしたと明らかにした。同年6月、さいたま地裁で裁判員裁判が行われ、求刑10年に対し、妄想性障害による心神耗弱状態が認められ、懲役7年に処された。

## 研究
専門は心理学であり、特に臨床心理学や犯罪心理学などの分野の研究に従事した。具体的には、心理検査、心理アセスメントなどを研究しており、包括システムや力動的解釈に基づくロールシャッハ・テストや、描画法の一つであるS-HTPに関する業績で知られている。また、非行・犯罪心理学などについても研究しており、加害者に対する心理教育の実施と効果の測定や、被害者に対する心理的援助の実践に関する業績で知られている。学生たちに薦めたい書籍として、医学者の杉山登志郎が上梓した『発達障害の子どもたち』、心理学者の上芝功博が上梓した『臨床ロールシャッハ解釈の実際』の改訂増補版、ハワード・ゼアが上梓した『責任と癒し――修復的正義の実践ガイド』の3冊を挙げている。
学術団体としては、日本ロールシャッハ学会、包括システムによる日本ロールシャッハ学会、日本心理臨床学会、日本犯罪心理学会、日本犯罪社会学会、日本うつ病学会、日本描画テスト・描画療法学会などに所属した。

## 略歴
- 1995年 - 東京少年鑑別所鑑別部門専門官。
- 1996年 - 千葉少年鑑別所鑑別部門専門官。
- 1997年 - 東京少年鑑別所鑑別部門専門官。
- 1998年 - 結婚（のち三女を儲けた）[1]。
- 1999年 - 川越少年刑務所分類審議室調査専門官。
- 2001年 - 千葉少年鑑別所鑑別部門専門官。
- 2002年 - 甲府少年鑑別所鑑別部門統括専門官。
- 2003年 - 東京拘置所分類部統括矯正処遇官。米国留学[1]。
- 2005年 - 千葉刑務所分類審議室統括矯正処遇官。
- 2005年 - 南イリノイ大学大学院修士課程修了。
- 2007年 ‐ 文教大学専任講師[1]
- 2015年 ‐ 文教大学准教授就任[1]。
- 2020年 ‐ 殺人および銃砲刀剣類所持取締法違反で逮捕、服役[1]。

## 著作

### 翻訳
- ジョン・E・エクスナー編著、浅野正訳『ロールシャッハ研究の方法と諸論点』金子書房、2018年。ISBN 9784760838271

### 註釈
1. ↑  Henri Ellenbergerはフランス語を話すスイス連邦国民として生まれ、のちにカナダのフランス語圏で暮らした。姓の「Ellenberger」はフランス語読みなら「エランベルジェ」、英語読みなら「エレンベルガー」や「エレンバーガー」に近い。木村敏、中井久夫の監訳した『無意識の発見――力動精神医学発達史』では「エレンベルガー」と表記している。

## 関連人物
- 上芝功博
- ジョン・E・エクスナー
- アンリ・エランベルジェ
- 木村敏
- 杉山登志郎
- 中井久夫